# Lars-Erik Torph
Lars-Erik Torph (Säffle, 11 gennaio 1961 – Saint-Michel-de-Boulogne, 23 gennaio 1989) è stato un pilota di rally svedese.
È morto nel 1989 all'età di soli 28 anni investito dalla vettura guidata dal pilota italiano Alex Fiorio nel corso del Rally di Monte Carlo, quando Torph si trovava a fare ricognizione sul tracciato assieme all'altro pilota svedese Bertil-Rune Rehnfeldt, anch'egli investito ed ucciso nella stessa circostanza.

## Biografia
Ha partecipato al campionato del mondo rally dal 1980 al 1989, cogliendo, come miglior piazzamento, un sesto nel mondiale piloti del 1986.

## Palmarès
1986
- 6º nel campionato del mondo rally su Toyota Celica TCT

### Podi nel mondiale rally
| # | Anno | Rally                      | Copilota       | Vettura            | Pos. |
| - | ---- | -------------------------- | -------------- | ------------------ | ---- |
| 1 | 1986 | Safari Rally               | Bo Thorszelius | Toyota Celica TCT  | 2º   |
| 2 | 1986 | Rally della Costa d'Avorio | Bo Thorszelius | Toyota Celica TCT  | 2º   |
| 3 | 1987 | Safari Rally               | Benny Melander | Toyota Supra 3.0i  | 3º   |
| 4 | 1988 | Rally di Svezia            | Tina Thörner   | Audi Coupé quattro | 3º   |

## Risultati nel WRC
| 1980 | Scuderia | Vettura   |  |     |  |  |  |  |     |  |  |  |  |  |  |  |  |  | Punti | Pos. |
| ---- | -------- | --------- |  | --- |  |  |  |  | --- |  |  |  |  |  |  |  |  |  | ----- | ---- |
| 1980 |          | Volvo 142 |  | Rit |  |  |  |  | Rit |  |  |  |  |  |  |  |  |  | 0     |      |

| 1982 | Scuderia | Vettura           |  |  |  |  |  |  |  |  |  |  |  |    |  |  |  |  | Punti | Pos. |
| ---- | -------- | ----------------- |  |  |  |  |  |  |  |  |  |  |  | -- |  |  |  |  | ----- | ---- |
| 1982 |          | Opel Ascona i2000 |  |  |  |  |  |  |  |  |  |  |  | 18 |  |  |  |  | 0     |      |

| 1983 | Scuderia | Vettura                       |  |     |  |  |  |  |  |  |    |  |  |     |  |  |  |  | Punti | Pos. |
| ---- | -------- | ----------------------------- |  | --- |  |  |  |  |  |  | -- |  |  | --- |  |  |  |  | ----- | ---- |
| 1983 |          | Opel Ascona Opel Ascona i2000 |  | Rit |  |  |  |  |  |  | 21 |  |  | Rit |  |  |  |  | 0     |      |

| 1984 | Scuderia         | Vettura                       |  |   |  |  |  |  |  |  |  |  |  |    |  |  |  |  | Punti | Pos. |
| ---- | ---------------- | ----------------------------- |  | - |  |  |  |  |  |  |  |  |  | -- |  |  |  |  | ----- | ---- |
| 1984 | Opel Team Sweden | Opel Ascona Opel Ascona i2000 |  | 5 |  |  |  |  |  |  |  |  |  | 13 |  |  |  |  | 8     | 24º  |

| 1985 | Scuderia                  | Vettura                |  |    |  |  |  |  |  |  |   |  |  |  |  |  |  |  | Punti | Pos. |
| ---- | ------------------------- | ---------------------- |  | -- |  |  |  |  |  |  | - |  |  |  |  |  |  |  | ----- | ---- |
| 1985 | Swedish Junior Rally Team | Volkswagen Golf II GTi |  | 11 |  |  |  |  |  |  | 9 |  |  |  |  |  |  |  | 2     | 60º  |

| 1986 | Scuderia           | Vettura                      |  |  |  |   |  |  |  |  |  |   |  |  |   |  |  |  | Punti | Pos. |
| ---- | ------------------ | ---------------------------- |  |  |  | - |  |  |  |  |  | - |  |  | - |  |  |  | ----- | ---- |
| 1986 | Toyota Team Europe | Toyota Celica Twin-Cam Turbo |  |  |  | 2 |  |  |  |  |  | 2 |  |  | 4 |  |  |  | 40    | 6º   |

| 1987 | Scuderia                              | Vettura                            |  |    |  |   |  |  |     |  |  |  |     |  |  |  |  |  | Punti | Pos. |
| ---- | ------------------------------------- | ---------------------------------- |  | -- |  | - |  |  | --- |  |  |  | --- |  |  |  |  |  | ----- | ---- |
| 1987 | Tidningen Bilsport Toyota Team Europe | Audi 80 Quattro Toyota Supra Turbo |  | 11 |  | 3 |  |  | Rit |  |  |  | Rit |  |  |  |  |  | 12    | 23º  |

| 1988 | Scuderia              | Vettura                                       |  |   |  |     |  |  |  |  |  |  |  |  |  |  |  |  | Punti | Pos. |
| ---- | --------------------- | --------------------------------------------- |  | - |  | --- |  |  |  |  |  |  |  |  |  |  |  |  | ----- | ---- |
| 1988 | Volkswagen Motorsport | Audi Coupé Quattro Volkswagen Golf II GTi 16V |  | 3 |  | Rit |  |  |  |  |  |  |  |  |  |  |  |  | 12    | 20º  |

| 1989 | Scuderia        | Vettura            |     |  |  |  |  |  |  |  |  |  |  |  |  |  |  |  | Punti | Pos. |
| ---- | --------------- | ------------------ | --- |  |  |  |  |  |  |  |  |  |  |  |  |  |  |  | ----- | ---- |
| 1989 | Team VAG Sweden | Audi Coupé Quattro | Rit |  |  |  |  |  |  |  |  |  |  |  |  |  |  |  | 0     |      |

| Legenda | 1º posto | 2º posto | 3º posto | A punti | Senza punti | Ritirato | Squalificato | NP=Non partito C=Gara cancellata | Apice=Power stage |